# Robin Padilla
Robinhood Fernando Padilla y Cariño (23 de noviembre de 1969, Manila), conocido artísticamente como Robin Padilla, es un actor y cantante ocasional filipino. La mayor parte de sus filmes son de género de acción, por lo cual se ganó el apodo en el mundo del espectáculo de "The Bad Boy de Filipinas Action Movies" durante los años 90, cuando actuaba interpretando personajes de gánster en películas como "Anak ni Baby Ama", "Grease Gun Gang" y "Bad Boy 2". Es el hermano menor de los actores BB Gandanghari y Rommel Padilla, y el hermano mayor de Royette Padilla. Tiene cuatro hijos, un niño llamado Ali y sus tres hijas llamadas Queenie, Kylie y Zhen-Zhen.

## Filmografía
- Sa Dulo ng Ganti (2013) (Fecha de lanzamiento: 10 de abril de 2013)
- Tatak ng Bilangguan - Anak ni Baby Ama 3 (2013) .... Anghel (Viva Films and GMA Films)
- Kulangism (2009)
- Sundo (2009)
- Ikaw Pa Rin, Bongga Ka Boy! (2008) .... Boy (Viva Films)
- Blackout (2007) .... Leon (IMUS Productions)
- Till I Met You (2006) .... Gabriel (Viva Films & GMA Films)
- La Visa loca (2005) .... Jess Dela Cruz (Unitel Pictures)
- Kulimlim (2004) .... Bien (Pelipula)
- Astig (2004) .... Jake (Viva Films)
- Alab ng lahi (2003) .... Nanding (FPJ Productions)
- You and Me Against the World (2003) .... Paolo Guerrero (FLT Films International)
- Jeannie, bakit ngayon ka lang (2002) .... Badong Bulaong (Viva Films)
- Videoke King (2002) .... King (Star Cinema)
- Hari ng Selda — Anak ni Baby Ama 2 (2001) .... Anghel (Viva Films)
- Pagdating ng panahon (2001) .... Manuel (Viva Films)
- Buhay kamao (2001) .... Pepe (Viva Films)
- Ooops, teka lang... Diskarte ko 'to! (2001) .... Dario Daliaga (Star Cinema & FLT Films International)
- Kailangan ko'y ikaw (2000) .... Gimo Domingo (Viva Films)
- Eto na naman ako (2000) .... Abet Dimaguiba (Millennium Cinema)
- Tunay na tunay: Gets mo? Gets ko! (2000) .... Nick Abeleda (Star Cinema Productions)
- Bilib ako sa'yo (1999) .... Gatdula (Viva Films)
- Di pwedeng hindi puwede (1999) .... Carding (Star Cinema & FLT Films International)
- Tulak ng Bibig Kabig ng Dibdib (1998) .... Lando (Viva FIlms & FLT FIlms International)
- Anak, pagsubok lamang (1997) .... Eric (FLT Films International)
- P're hanggang sa huli (1994) .... Brando Ermita (Viva Films)
- Mistah (1994) .... Mario Carino (Viva Films)
- Lab kita, bilib ka ba? (1994) .... Carlos & Billie (Moviearts Presentaion) (Directed by: Fernando Poe Jr (as Ronwaldo Reyes))
- Di na natuto (1993) .... Ishmael (Viva Films)
- Oo na Sige na "Magtigil Ka Lang" (1993) .... Bongcoy (Viva Films)
- Makuha Ka Sa Tingin (kung puede lang) (1993) .... Elcid (Viva Films)
- Gagay: Princesa ng brownout (1993) .... Cameo Role (Viva Films)
- Engkanto (1992) .... Matador (Moviestars Production)
- Manila Boy (1992) .... Diego/Manila Boy (Pioneer Films) (Directed by: Arturo San Agustín) (Produced by: William Lao .... Executive Producer) (Original Music by: Jun Garlan)
- Miss na Miss Kita: Ang Utol Kong Hoodlum 2 (1992) .... Ben (Viva Films)
- Bad Boy 2 (1992) .... Bombo (Viva Films)
- Grease Gun Gang (1991) .... Carding Sungkit (Viva Films)
- Ang Utol Kong Hoodlum (1991) .... Ben (Viva Films)
- Maging Sino Ka Man (1991) .... Carding (Viva Films)
- Hinukay Ko na ang Libingan mo (1991) .... Elmo & Anton (Viva Films) (Directed by: Manuel "Fyke" Cinco)
- Anak ni Baby Ama (1990) .... Anghel (Viva Films) (Released Date: 9/26/1990)
- Bad Boy (1990) .... Dombho (Viva Films)
- Walang Awa Kung Pumatay (1990) .... Narding (Four n Films) (Directed by: Junn P. Cabreira) (Written by: Andy Beltran (story and screenplay) and Jun Lawas (story and screenplay)) (Released Date: 7/25/1990) (Produced by: Noel Nuqui ... Associate Producer, Junn P. Cabreira ... Producer, Manuel Nuqui ... Executive Producer (as Manuel M. Nuqui)) (Production Designed by: Noel Luna and Joey Luna) (Original Music by: Demetrio Velasquez (as Demet Velasquez)) (Assistant Directed by: Johnny Ramirez (as Johnny M. Ramirez)) (Cinematographered by: Val Dauz (Director of Photography) and Rudy Dino (Director of Photography)) (Art Directed by: Rod Dela Pena) (Film Edited by: Popoy Crisostomo) (Stunts: Val Iglesias .... Stunt Director (as Val Iglesia), Rey Solo .... Fight Director)
- Barumbado (1990) .... Eric (Cine Suerte) (Directed by: Willie Milan) (Released Date: 3/22/1990)
- Sa Diyos Lang ako Susuko (1990) .... Romano (Viva Films) (Directed by: Manuel 'Fyke' Cinco) (Written by: Renato Villanueva (story and screenplay) (as Rene Villanueva)) (Produced by: William C. Leary .... Producer, Eric M. Cuatico .... Supervising Producer, Vic Del Rosario Jr .... Executive Producer) (Production Designed by: Randy Gamier) (Music by: Jaime Fabregas) (Sound Department: Rolly Ruta .... Sound Supervisor)
- Carnap King: The Randy Padilla Story (1989) .... Randy Padilla (Cine Suerte)
- Delima Gang (1989) .... Pedring Delima (Bonanza Films)
- Hindi Pahuhuli ng Buhay (1989) .... Nanding Valencia (Viva Films) (Directed by: Joey Del Rosario) (Written by: Augusto Buenaventura (story and screenplay)) (Production Designed by: Bobby Bautista) (Music by: Jaime Fabregas) (Sound Department: Rolly Ruta .... Sound Supervisor) (Cinematographered by: Ver P. Reyes (Director of Photography))
- Eagle Squad (1989) .... Cpl. Marata (Viva Films)
- Sgt. Victor Magno: Kumakasa Kahit Nag-Iisa (1988)
- Sa Likod ng Kasalanan (1988) .... Omar (Viva Films)
- Alega Gang: Public Enemy No. 1 of Cebu (1988)
- Bala ko ang hahatol (1987)
- Bagets Gang (1986)
- Public Enemy #2 (1985)

## Escritor
| Año  | Título                                     | Obras                | Artísticos               |
| 2004 | Sigaw                                      | story and screenplay | Robinhood C. Padilla     |
| 2002 | Hari ng Selda: Anak ni Baby Ama 2          | story and screenplay | Robinhood Cariño Padilla |
| 1993 | Makuha ka sa tingin (kung puede lang)      | story and screenplay | Robinhood Cariño Padilla |
| 1992 | Miss na miss kita: Ang Utol kong Hoodlum 2 | story and screenplay | Robinhood C. Padilla     |
| 1992 | Bad Boy 2                                  | story and screenplay | Robinhood Padilla        |

## Televisión
| Año  | Título                        | Personaje                        | Canal       |
| 2020 | Kesayasaya                    | Carding Magtanggol               | Net 25      |
| 2020 | Unlad: Kaagapay sa Hanapbuhay |                                  | Net 25      |
| 2018 | Sana Dalawa ang Puso          | Leonardo "Leo" Tabayoyong        | ABS-CBN     |
| 2009 | Totoy Bato                    | Arturo "Totoy Bato" Magtanggol   | GMA Network |
| 2008 | Joaquin Bordado               | Joaquin Bordado/Joaquin Apacible | GMA Network |
| 2007 | Asian Treasures               | Elias                            | GMA Network |
| 2006 | Pilipinas Ngayon Na!          |                                  | ABS-CBN     |
| 2006 | Kamao: Matira Matibay         | Host                             | ABS-CBN     |
| 2003 | Basta't Kasama Kita           | Alberto Catindig                 | ABS-CBN     |
| 1999 | Puwedeng Puwede               | Berting Caguiat                  | ABS-CBN     |

## Anuncios no comerciales
- Rexona
- Liveraide
- Copos de Sky
- Beer Na Beer Na Cerveza
- Restolax - "Sa Presyong ka di na Masasaktan!"
- N discusión 'Texto
- Revicon - "Piensa Positib Wag Kang Aayaw, Dont Think Positive no les gusta"

- Datos: Q3543654
- Multimedia: Robin Padilla / Q3543654